# Ơ
Ơ, ơ (O с рожком) — буква расширенной латиницы, используемая во вьетнамском и джарайском языках.

## Использование
Является 19-й буквой вьетнамского латинского алфавита (куокнгы), где обозначает звук [əː]. При наличии у слога с этой буквой какого-либо тона, кроме первого, над ней ставится дополнительный диакритический знак, обозначающий тон, в результате чего образуется буква O с двумя диакритическими знаками (Ớớ Ờờ Ỡỡ Ởở Ợợ).
Используется в джарайском языке для обозначения звука [ə]. В джарайском также используется буква Ơ̆ ơ̆, обозначающая краткий гласный [ə̆] или глоттализованный [əʔ] (на конце слова).